# Jacques Morlaine
Jacques Morlaine (né Jacques, Auguste, Arsène François le 2 juillet 1921 à Paris XVIIe et mort dans le même arrondissement le 18 janvier 1983) est un acteur et journaliste français.

## Filmographie
- 1952 : Cent francs par seconde de Jean Boyer
- 1952 : Le Chemin de Damas de Max Glass
- 1952 : La Danseuse nue de Pierre Louis
- 1952 : Ouvert contre X de Richard Pottier
- 1952 : Le Plus Heureux des hommes d'Yves Ciampi
- 1952 : Le Témoin de minuit de Dimitri Kirsanov
- 1954 : Le Feu dans la peau de Marcel Blistène
- 1955 : L'Affaire des poisons de Henri Decoin
- 1955 : Gueule d'ange de Marcel Blistène
- 1955 : Marie-Antoinette reine de France de Jean Delannoy
- 1955 : La Meilleure Part d'Yves Allégret
- 1955 : Razzia sur la chnouf d'Henri Decoin
- 1956 : Alerte au Deuxième Bureau de Jean Stelli
- 1956 : Folies-Bergère d'Henri Decoin
- 1956 : Les Louves de Luis Saslavsky
- 1956 : Mitsou de Jacqueline Audry
- 1956 : C'est arrivé à Aden de Michel Boisrond
- 1957 : Charmants Garçons d'Henri Decoin
- 1957 : L'École des cocottes de Jacqueline Audry
- 1957 : La Garçonne de Jacqueline Audry
- 1957 : Rafles sur la ville de Pierre Chenal
- 1958 : Y'en a marre d'Yvan Govar
- 1959 : Nathalie, agent secret d'Henri Decoin